# Martís
Martís es una entidad de población española del municipio de Esponellá, perteneciente a la provincia de Gerona, en la comunidad autónoma de Cataluña.

## Historia
Hacia mediados del siglo XIX, el lugar ya pertenecía a Esponellá. Aparece descrito en el undécimo volumen del Diccionario geográfico-estadístico-histórico de España y sus posesiones de Ultramar de Pascual Madoz con las siguientes palabras:

MARTIS: ald. en la prov., part. jud. y dióc. de Gerona, aud. terr. c. g. de Barcelona, ayunt. de Esponellá, de cuyo l. depende en lo civil y ecl.
(Madoz, 1848, p. 265)

En 2022, tenía empadronados 94 habitantes.